# مئير شفيا
مئير شفيا (מאיר שפיה) مستوطنة في شمال فلسطين المتحلة جنوب مدينة حيفا وعلى بعد 35 كم عنها. هي الآن عبارة عن قرية شباب ومدرسة داخلية زراعية. تأسست كمزرعة مجاورة لمستوطنة زخرون يعكوف، وتقع ضمن اختصاص المجلس الإقليمي حوف الكرمل. في عام 2021 كان عدد سكانها 351 نسمة.

## التاريخ
موقع مئير شفيا على أراضي قرية شفيا. كانت تتوسط عدة قرى وبلدات هي: قرية الفريديس من الشمال والشمال الغربي، قرية أم جمال شرقاً، قرية صبارين من الجنوب الشرقي، قرية البريكة جنوباً، أم العلق من الجنوب الغربي، وأراضي قرية زمارين غرباً.
في عام 1859، كان عدد السكان 100 نسمة، وكانوا يزرعون 11 فدانًا من الأراضي. في عام 1882، وصف المسح الذي أجراه صندوق استكشاف فلسطين لغرب فلسطين (SWP) بأنها "قرية صغيرة بها بئر إلى الشمال". وأظهرت قائمة السكان من حوالي عام 1887 أن عدد سكان شفيا كان حوالي 130 نسمة، جميعهم من المسلمين.
في عام 1887، اشترى مسؤولو البارون 8500 دونم من الأراضي من اللبناني سليم خوري أحد الأغنياء الذين إستقروا في حيفا. وخططوا لبناء مستوطنة زراعية فيها. في عام 1889، وصل عشرة شبان من زخرون يعقوب واستقروا في منزل المالك السابق على أرض قرية شفيا.
الاسم عبارة عن مزيج من مئير، على اسم أمشيل ماير (مائير) روتشيلد، جد البارون روتشيلد، وشفيا. في عام 1904، أنشأ إسرائيل بلكيند مؤسس حركة بيلو معهدًا تعليميًا في القرية تحت اسم كريات سيفر عام 1923، واستقبل أيتامًا من مذبحة كيشينيف في مولدوفا. مما جعلها أول قرية شبابية في البلاد. أخذ المعهد يتقدم شيئاً فشيئاً إلى أن أصبحت المستعمرة خاصة بالطلاب.
بدأ سكانها العرب يرحلون عنها، وتقلص عددهم بشكل تدريجي في السنوات اللاحقة، في إحصائية تعود لعام 1922 ذكرت أن عدد سكان شفيا كانوا في ذلك العام 81 عربياً، فيما سُجِلَ عدد سكان شفيا عام 1931 بــ 208 نسمة، منهم 40 عربياً فقط وكان عدد منازلها 18 منزلاً. ولم تُسجل الإحصائيات السكانية البريطانية أي وجود عربي في شفيا بعد عام 1931، ويرجح المؤرخ "مصطفى الدباغ" أن آخر وجود عربي في القرية كان عام 1938.